# Utricularia inaequalis
Utricularia inaequalis är en tätörtsväxtart som beskrevs av A. Dc.. Utricularia inaequalis ingår i släktet bläddror, och familjen tätörtsväxter. Inga underarter finns listade i Catalogue of Life.